# Discreet music
Discreet music (1975) és el quart àlbum d'estudi del músic britànic Brian Eno. Per bé que els seus treballs més primerencs amb Robert Fripp amb (No Pussyfooting) i diverses seleccions d'Another Green World presenten característiques similars, Discreet music assenyala un pas clar i decidit vers l'estètica ambient, que posteriorment Eno codificà al disc Ambient 1: Music for Airports. Aquest també és el primer disc que Brian Eno publica amb el seu nom complet, ja que cal recordar que als seus discs anteriors apareixia acreditat senzillament com "Eno".

## Antecedents i enregistrament
El concepte que Brian Eno tenia de la música ambient parteix de la idea de "música moble" d'Erik Satie, una música creada per mesclar-se amb l'atmosfera de l'indret on sona en lloc d'ésser el principal focus d'atenció.
La inspiració per crear aquest disc arrenca quan Eno va quedar postrat al llit d'un hospital a causa d'un accident de cotxe. Per tal de distreure's se li va facilitar un disc de música d'arpa del segle xviii, i després d'aconseguir posar el disc al tocadiscos i tornar al llit, Eno es va adonar que el volum estava pràcticament al llindar del que era audible. Eno, llavors sense forces per tornar a aixecar-se del llit, digué que aquella experiència li ensenyà una nova manera de percebre la música.
Aquest disc és també un experiment de composició algorítmica i generativa. La intenció del compositor era la d'explorar diverses maneres de crear música amb una planificació o intervenció limitada.
La cara A del disc és una peça de trenta minuts titulada "Discreet Music", que inicialment havia estat concebuda com una melodia de fons que Robert Fripp interpretaria a alguns concerts. Els textos del llibret del disc inclouen un esquema sobre la creació d'aquesta composició, que comença amb dues frases melòdiques reproduïdes a l'inrevés mitjançant un sintetitzador i posteriorment passades per un equalitzador per tal de canviar-los el timbre. Seguidament, i abans d'enregistrar-se definitivament, aquestes peces van passar per una màquina d'eco. Un cop enregistrades, les cintes se superposaven i el so resultant és el que finalment s'escolta al disc. Eno i Fripp també van utilitzar aquest bucle sonor a la composició (No Pussyfooting) (1973), que fou conegut com a Frippertronics.
La cara B del disc la formen tres peces titulades "Tres Variacions sobre el Cànon en Re Major de Johann Pachelbel". Aquestes peces van ser interpretades pel Cockpit Ensemble, dirigit i co-arranjat per Gavin Bryars. Els membres del col·lectiu disposaven de petites parts de la composició, que es repetien en diverses ocasions juntament amb indicacions d'alterar gradualment el tempo de la interpretació. Els títols d'aquestes peces van derivar de traduccions inexactes del francès a l'anglès de les notes d'una versió del Cànon de Pachelbel interpretat per l'orquestra de Jean-Francois Paillard.

## Llista de pistes

### Cara A
1. "Discreet Music" (Brian Eno) – 30:35

### Cara B
Tres Variacions sobre el Cànon en Re Major de Johann Pachelbel
1. "Fullness of Wind" – 9:57
2. "French Catalogues" – 5:18
3. "Brutal Ardour" – 8:17

## Personal
- Brian Eno – sintetitzador, teclats, producció, fotografia
- Gavin Bryars – arranjaments, direcció
- The Cockpit Ensemble
- Simon Heyworth – màster
- Peter Kelsey – enginyer de so
- Andrew Day – redisseny

## Publicació
Discreet music fou la tercera (de quatre) publicacions simultànies d'Eno amb la discogràfica Obscure Records. Aquest disc també es va reeditar amb la discogràfica Virgin, per bé que en aquest disc hi ha un minut de silenci entre la cara A i la cara B.